# Hermann Höcherl
Hermann Höcherl, né le 31 mars 1912 à Brennberg et mort le 18 mai 1989 à Ratisbonne, est un homme politique allemand membre de l'Union chrétienne-sociale en Bavière (CSU).
Président du groupement provincial de la CSU entre 1957 et 1961, il est ministre fédéral de l'Intérieur d'Allemagne de l'Ouest pendant les quatre années suivantes, puis ministre fédéral de l'Agriculture jusqu'en 1969.

## Biographie
En 1931, il obtient son Abitur à Landshut, puis entreprend d'étudier le droit à Berlin, Aix-en-Provence, et enfin Munich, où il passe avec succès en 1934 son premier diplôme juridique d'État et devient membre de la Münchener Burschenschaft Franco-Bavaria (de). Il décroche le second en 1938, et devient alors juge stagiaire à Ratisbonne jusqu'en 1940. Il obtient ensuite un poste de procureur qu'il occupe jusqu'en 1945, à l'exception de la période de service militaire, qu'il accomplit donc durant la Seconde Guerre mondiale.
Après le conflit, il travaille un temps comme intérimaire dans la construction de tuyaux, mais commence à exercer le métier d'avocat en 1948. Il retrouve un poste de procureur à Deggendorf deux ans plus tard, mais doit l'abandonner dès 1951 pour devenir président du tribunal local de Ratisbonne jusqu'en 1953. À la suite de ça, il occupe pendant les années 1950 le poste de vice-président du conseil d'administration de la caisse d'épargne de Ratisbonne.

## Vie politique

### Partis
Il adhère au Parti national-socialiste des travailleurs allemands (NSDAP) en 1931, en sort l'année suivante mais le réintègre dès 1933 et y reste jusqu'en 1945. Quatre ans plus tard, Hermann Höcherl entre à l'Union chrétienne-sociale en Bavière (CSU).
Il devient aussitôt membre du comité directeur du district du Haut-Palatinat, avant d'intégrer le comité directeur régional en 1952.
Il fait par ailleurs partie du comité de sélection du candidat de la CDU/CSU à la présidentielle de 1959, qui porte son choix sur Ludwig Erhard, ce dernier ayant refusé l'offre.

### Institutions
Élu à l'assemblée de l'arrondissement de Ratisbonne en 1952, il y prend la présidence du groupe CSU, puis entre au Bundestag l'année suivante. En 1957, il est porté à la présidence du groupement provincial de la CSU au sein du groupe CDU/CSU.
Le 14 novembre 1961, Hermann Höcherl est nommé ministre fédéral de l'Intérieur d'Allemagne de l'Ouest dans la coalition noire-jaune de Konrad Adenauer, étant le premier chrétien-social à occuper ce poste. Il est reconduit à son poste par le nouveau chancelier Ludwig Erhard en 1963, puis désigné ministre fédéral de l'Alimentation, de l'Agriculture et des Forêts le 26 octobre 1965, au terme de son mandat de quatre ans. Il conserve ce portefeuille après le remplacement d'Erhard par Kurt Georg Kiesinger le 1er décembre 1966.
Il est contraint de retourner siéger au Bundestag en 1969, après la formation d'une coalition sociale-libérale qui renvoie, pour la première fois en vingt ans, la CDU/CSU dans l'opposition.
Il obtient alors l'une des vice-présidences du groupement provincial de la CSU et la présidence de la commission de conciliation avec le Bundesrat. En 1971, il devient président du groupe de travail sur le budget, les impôts, la monnaie et le crédit du groupe CDU/CSU. Il renonce à ses autres fonctions l'année suivante. Il ne se représente pas aux élections de 1976 et quitte la vie politique.

## Annexe

### Publications
- Die Welt zwischen Hunger und Überfluß, 1969
- Erfahrungen. Kritik am Bundestag und was drei MdB a.D. dazu sagen, avec Alex Möller et Werner Mertes, Bonn, 1976
- « Ist der Deutsche Bundestag seiner Aufgabe gerecht geworden? », Aus Politik und Zeitgeschichte, 1985, vol. 6/85, p. 11-15

### Source
- (de) Cet article est partiellement ou en totalité issu de l’article de Wikipédia en allemand intitulé « Hermann Höcherl » (voir la liste des auteurs).